# XIV Congresso panucraino dei Soviet
Il Quattordicesimo Congresso straordinario panucraino dei Soviet dei deputati degli operai, dei braccianti e dei soldati dell'Armata Rossa si tenne a Kiev dal 25 al 31 gennaio 1937. Al Congresso fu decisa la trasformazione del Congresso dei Soviet e del Comitato Esecutivo Centrale nel Soviet Supremo e vi fu un adattamento della Costituzione ucraina alla Costituzione sovietica del 1936.